# Karlheinz Gierden
Karlheinz Gierden (* 7. August 1926 in Köln; † 24. Januar 2022) war ein langjährig aktiver CDU-Politiker in der Region Köln. Er war Oberkreisdirektor des Landkreises Köln und Bankmanager. Gierden engagierte sich auch nach seiner beruflichen Laufbahn in vielfältiger Weise ehrenamtlich.

## Leben und Wirken
Gierden studierte Rechtswissenschaften an der Universität zu Köln und schloss seine Studien 1953 mit der Promotion und einer Dissertation über Hegels Lehre vom Staat ab. Nach seinen Staatsprüfungen war er als Staatsanwalt tätig. Er trat bereits 1946 in die CDU ein. 1962 wurde er zum Oberkreisdirektor (OKD) des Landkreises Köln gewählt, ein Amt, das er zwei Wahlperioden bis Herbst 1974 ausübte. Vor der Gebietsreform in Nordrhein-Westfalen in NRW gehörte er dem Kreistag in Köln an und war auch mehrere Jahre im Frechener Rat aktiv. Später war er auch Mitglied in Rat der Stadt Köln.
Gierden vertrat seine Partei und seinen Kreis ab 1965 37 Jahre lang in der Landschaftsversammlung des Landschaftsverbandes Rheinland von 1969 bis 1999 als Fraktionsführer. Hier engagierte er sich besonders als Vorsitzender des Kulturausschusses. Ein Anliegen, die Entwicklung der Abtei Brauweiler, beschäftigte ihn auch nach seinem Ausscheiden.
Aufgrund der geänderten Mehrheitsverhältnisse trat er 1974 nicht mehr für eine Verlängerung seines OKD-Amtes im damals neugebildeten jetzigen Rhein-Erft-Kreis an, sondern wechselte zunächst in den Vorstand der Kreissparkasse Köln und ließ sich dann zum Vorstandsvorsitzenden der Kölner Bank berufen. Diese Posten bekleidete er von 1979 bis zu seinem altersbedingten Ausscheiden 1990.
Gierden war verheiratet und hatte zwei Kinder und drei Enkel. Die frühere NRW-Staatssekretärin Marion Gierden-Jülich (CDU) ist seine Tochter. Gierden wohnte in Frechen-Königsdorf.

## Ehrenämter
Gierden war Vorsitzender der Freunde der Abtei Brauweiler, Mitglied im Kuratorium der Brühler Schlosskonzerte, Ehrenmitglied des Lazarus Hilfswerks und Mitglied zahlreicher Vereine.

## Ehrungen und Auszeichnungen
- Die Stadt Pulheim verlieh ihm (als bisher einzigem Nicht-Pulheimer) die Ehrennadel
- Der LVR verlieh ihm den Ehrenring, ebenso
  - der Landkreis Köln und der Nachfolgekreis, der Rhein-Erft-Kreis
- Malteser Generalsekretär von Truszczynski überreichte die Ernennung zum Magistralritter des Malteserordens (1969)
- Der Großmeister des Malteserordens würdigte seine sozialöksritaiven Verdienste mit der Verleihung des Komturkreuzes des Malteserordens (1969)
- Das Land Nordrhein-Westfalen verlieh ihm 1997 den Verdienstorden.[5]
- Die Bundesrepublik Deutschland 1986 das Große Verdienstkreuz[6]
- Papst Paul VI. ehrte ihn mit dem Komturkreuz des Gregoriusordens
- Ritter des „Lazarus-Ordens“ (1973)
- Feuerwehrehrenkreuz in Gold des DFV (1964)
- Die CDU des Rhein-Erft-Kreises verlieh ihm 2004 die Ehrenmitgliedschaft.[7]
- Der Großmeister des „Lazarus-Ordens“ zeichnete ihn 2014 mit dem Komtur-Ritterkreuz für Verdienste mit Stern aus (2014)[8]
- Offizierskreuz des Verdienstordens der Republik Polen (2015)
- 2016 wurde ihm von seinem CDU-Stadtverband Frechen die Ehrenmitgliedschaft verliehen.[9]

## Werke
- Als Herausgeber: Das Rheinland – Wiege Europas?: Eine Spurensuche von Agrippina bis Adenauer, Bastei Lübbe, Köln 2011 ISBN 978-3-431-03859-0 Leseprobe und Inhalt